# Emmi Whitehorse
Emmi Whitehorse (Crownpoint, 1957) es una pintora y grabadora nativa americana. 

## Trayectoria
Nació en Nuevo México, en una familia cuyo sustento dependía en gran medida de la cría de ovejas, y es miembro de la Nación Navajo. A través del pastoreo de ovejas y la exploración de las ruinas cercanas, Whitehorse desarrolló un interés en la luz que afecta nuestra percepción del medio ambiente: 
"cómo las nubes oscurecen los cañones, la luz del sol ilumina la pequeña flora y fauna, y la línea del horizonte se disuelve con el anochecer". 
También le llamaron la atención los colores que emergen del tejido y sus actividades asociadas.
En 1980, obtuvo su licenciatura en pintura de la Universidad de Nuevo México en Albuquerque (UNM). Obtuvo su maestría en arte en 1982, también de la UNM, con especialización en grabado y en historia del arte. Sus pinturas se basan en una iconografía personal, sobre sus reflejos en el entorno natural. Reúne las perspectivas cosmológicas navajo con la abstracción en su trabajo.
El trabajo de Whitehorse es deliberadamente apolítico, y considera a su abuela, una tejedora, como la figura artística más influyente en su vida. También utiliza los métodos navajos para hacer pinturas en seco y tejidos en su trabajo. Sus pinturas suelen ser óleos sobre papel, montadas sobre lienzo, como Movimiento, en la colección del Museo de Arte de Honolulu. Este trabajo, de 1989, demuestra las abstracciones exuberantes, atmosféricas y meditativas por las que es conocida.
Su trabajo está representado en numerosas colecciones públicas en América del Norte, Europa, Japón, Uzbekistán y Marruecos, incluido el Museo de Arte de Brooklyn, el Museo Heard, el Museo Eiteljorg de Indios Americanos y Arte Occidental, el Museo de Arte Muscarelle y el Museo Whitney de Arte Estadounidense.
Vive en Santa Fe, Nuevo México y creció en un campo abierto al noreste de Gallup en una familia donde solo se hablaba el idioma navajo.